# Chano (football, 1965)
Pour les articles homonymes, voir Chano.
Sebastián Cruzado Fernández, plus communément appelé Chano est un footballeur espagnol né le 28 février 1965 à Huelva. Il évoluait au poste de milieu de terrain.

## Biographie

### En club
Chano est formé au Real Betis, il dispute une rencontre de première division espagnole lors de la saison 1984-1985,,,.
S'il évolue d'abord avec l'équipe B du club en quatrième puis en troisième division espagnole, il intègre réellement l'équipe première lors de la saison 1986-1987.
Après deux saisons en première division, le Betis fait l'ascenseur en étant relégué à l'issue de la saison 1988-1989, et promu en 1989-1990. Chano quitte le club en 1990 pour rejoindre le CD Tenerife.
Chano est un élément important du club, évoluant pendant huit saisons dans l'élite du football espagnol,.
Le 22 décembre 1996, il se met en évidence en marquant un doublé en Liga lors de la réception de l'Espanyol de Barcelone, permettant à son équipe de l'emporter sur le très large score de 5-1.
Il dispute également deux campagnes européennes en Coupe UEFA : en 1996-1997, le CD Tenerife atteint les demi-finales mais est éliminé par le club allemand de Schalke 04.
En 1999, il rejoint le Benfica Lisbonne. Titulaire durant ses deux dernières saisons, il raccroche les crampons en 2001.
Chano joue au total 386 matchs en première division espagnole, pour 38 buts marqués, et 56 matchs en première division portugaise pour deux buts marqués. Au sein des compétitions européennes, il dispute 22 matchs en Coupe UEFA, pour deux buts marqués

### En équipe nationale
International espagnol, il reçoit une unique sélection en équipe d'Espagne durant l'année 1994,.
Il joue son premier et unique match en équipe nationale le 9 février 1994, contre la Pologne en amical (match nul 1-1 à Santa Cruz de Tenerife).